# 願境網訊
25°03′23.6″N 121°36′47.7″E / 25.056556°N 121.613250°E
願境網訊股份有限公司（簡稱願境網訊、KKBOX）（KKBOX Taiwan Co., Ltd.），原公司英文名稱 Skysoft Co., Ltd.，是臺灣一間資訊軟體服務公司，旗下產品有KKBOX、KKMAN、KKCity等，2010年成為日本KDDI集團旗下子公司。

## 歷史
2014年7月31日，願境網訊表示，KKBOX和網勁科技城市通（Citytalk）雙方網站會整合，雙方只是「策略合作」。
2014年8月29日，KKBOX已獲新加坡政府投資公司（GIC）1.04億美元投資。
2015年9月1日，華研國際音樂就台灣地區錄音著作授權與KKBOX簽署重大合作協議。
2016年12月22日，KKBOX與中華電信、台灣微軟、國泰世華銀行、勤崴國際、四季線上4gTV、北京捷通華聲科技、金宏亞科技等7間企業攜手合作。

## 外部連結
- KKBOX （页面存档备份，存于）
- 台灣公司資料（繁體中文）